# Кастелверде
Кастелвѐрде (на италиански: Castelverde, на местен диалект: Castagnìn, Кастанин) е градче и община в Северна Италия, провинция Кремона, регион Ломбардия. Разположено е на 52 m надморска височина. Населението на общината е 5711 души (към 2017 г.).